# Carsten Bengs
Carsten Bengs (* 7. Juli 1974 in Heppenheim) ist ein deutscher Handballtrainer und ehemaliger Handballspieler, der zumeist auf Linksaußen eingesetzt wurde.

## Karriere
Der 1,93 m große Rechtshänder begann mit sechs Jahren beim VfL Heppenheim und spielte später für den TuS Eintracht Wiesbaden in der 2. Handball-Bundesliga. 1995 wechselte er in die Handball-Bundesliga zur SG Wallau/Massenheim, konnte aber mit dem Verein nicht an die erfolgreiche Zeit der vorangegangenen Jahre anknüpfen. In der Bundesliga belegte man zwar weiterhin einen der vorderen Plätze, die Titel blieben aber aus. Im Euro-City-Cup 1997/98 unterlag er im Halbfinale dem TuS Nettelstedt (30:30, 22:24). 1999/2000 scheiterte er im gleichen Wettbewerb im Achtelfinale an Pfadi Winterthur (24:26, 26:29). Im DHB-Pokal 1999/2000 erreichte er das Final Four, schied aber gegen den THW Kiel mit 27:28 nach Verlängerung aus. Auch im EHF-Pokal 2001/02 war der THW im Halbfinale der Sieger (27:32, 32:31). Obwohl sein Vertrag noch bis 2006 gültig war, wurde der damalige Kapitän 2004 von Manager Bülent Aksen aus dem Kader geworfen. Daraufhin schloss er sich der TSG Groß-Bieberau an. Nach einem Jahr unterschrieb er beim Süd-Zweitligisten TSG Münster. Nur zwei Jahre nach seinem Abschied aus Wallau kehrte der gebürtige Heppenheimer als Spielertrainer zurück. Nachdem Bengs die Mannschaft in die 2. Bundesliga-Süd geführt hatte, wurde er im November 2007 als Trainer entlassen.
Anschließend trainierte er den TV Breckenheim und die Jugend-Bundesliga-Mannschaft des TuS Griesheim. Ab 2012 leitete er auch die Landesliga-Mannschaft Griesheims. In der Saison 2013/14 schaffte Bengs mit Griesheim bereits am 23. Spieltag (von 26) den Aufstieg in die Handball-Oberliga Hessen. Am 2. Dezember 2014 gab Bengs überraschend seinen Rücktritt als Trainer des TuS Griesheim bekannt. Griesheim stand zu diesem Zeitpunkt auf dem vorletzten Tabellenplatz und Bengs konnte „den Verantwortlichen nicht garantieren, dass wir unter meiner Führung den Klassenerhalt schaffen. Es hat zuletzt einfach nicht so funktioniert, wie ich mir das vorgestellt habe.“ Zur Saison 2019/20 übernahm er die B-Jugend vom SV Erbach. Weiterhin ist er als Landestrainer der mJ2005 des Hessischen Handballverbands (HHV) tätig.
Für die Deutsche Juniorennationalmannschaft bestritt Carsten Bengs 16 Länderspiele.

## Privates
Carsten Bengs ist verheiratet und hat zwei Töchter. Er hat an der Universität Mainz Sportwissenschaft studiert und arbeitet als Lehrer an der Carl-von-Weinberg-Schule in Goldstein.